# Porto Alegre Pumpkins
Porto Alegre Pumpkins é uma equipe de futebol americano sediada na cidade de Porto Alegre, no Rio Grande do Sul, fundado em 31 de outubro de 2004, sendo a primeira equipe do estado. Em 19 de dezembro de 2017 fundiu-se ao Restinga Redskulls para formar o Armada Futebol Americano.
Após uma temporada o Armada Futebol Americano uniu forças com a equipe Cruzeiro Lions (time que inicialmente era Porto Alegre Crows e Porto Alegre Warriors que se fundiram para entrar na categoria Full Pads) passou novamente por uma mudança de nome se tornando então Armada Lions Futebol Americano.
No final de 2019 Armada Lions chegou a final da conferencia sul da BFA Acesso mas não terminou vitorioso. Passado 1 mês se fundiu com o Porto Alegre Gorillas, time que estava em reformulação e com boas peças. Ambas as equipes viram que poderiam montar uma grande equipe se juntassem forças reativando assim o nome Porto Alegre Pumpkins novamente.
Foi Campeão estadual nas temporadas 2008 e 2010, os dois primeiros campeonatos estaduais, ainda disputado sem equipamentos, e jamais perdeu para uma equipe gaucha. Migrou no segundo semestre de 2010 para a modalidade completamente equipada do esporte e disputou a 1ª Edição Liga Brasileira de Futebol Americano, na divisão azul. em 2011 disputou a LBFA pela segunda vez.
Em 19 de dezembro de 2017 o Porto Alegre Pumpkings fundiu-se ao Restinga Redskulls para formar o Armada Futebol Americano. Posteriormente, se fundiu ao Cruzeiro Lions para formar a Armada Lions.

## História

### O Início sem equipamentos
- Campeonato Gaúcho 2008
- Campeonato Gaúcho 2010

A segunda edição do campeonato estadual começou com uma larga vitória contra a equipe do Esteio Buriers em 14 de Março, seguido da vitória de 26-20 contra a outra equipe de Porto Alegre, garantindo o titulo da "Divisão capital" do campeonato, contando ainda com uma vitória emocionante contra o Santa Maria Soldiers com o touchdown da vitória sendo convertido por Vinicius Bergmann com 2 segundos para o término da partida, que encerrou em 19-16.
Na fase seguinte, as semifinais, o adversário seria novamente o Esteio Buriers, que contava com o reforço de Keke Gant, atleta da NCAA, liga americana universitária de Futebol Americano. a dificil partida foi vencida por 20-19, e passaporte garantido para a final, que seria disputada na casa da equipe de melhor campanha, os Chacais, de Santa Cruz, reeditando a final de 2008.
Em 19 de Setembro, no Estádio dos Plátanos, no dia posterior à partida contra o Coritiba Crocodiles pela LBFA, os atletas do Pumpkins, ainda com as dores do jogo do dia anterior, seguraram o forte ataque de seu maior rival, e com um touchdown de Vinicius Bergmann, no 2º quarto garantiu o bicampeonato estadual.

### "Full Pads"
Como parte do projeto de crescimento da equipe e do esporte no Estado do Rio Grande do Sul, em 2010 a equipe fez o esforço de comprar seus primeiros equipamentos, visando à participação da LBFA 2010, a primeira edição do campeonato nacional de Futebol Americano.
Apesar das dificuldades e da falta de apoio, os atletas da equipe conseguiram comprar número suficiente de capacetes e protetores de ombro para que pudessem no dia 28 de Agosto estrear não apenas no campeonato, mas também sediar a primeira partida do Esporte como deve ser praticado. O Adversário foi o na época Barigüi Crocodiles, que viria a ser, em Dezembro, campeão da "Conferência Sul" da LBFA e vice campeão brasileiro. Apesar da derrota por 26-07 a equipe fez história quando, no 2º quarto da partida o Running Back Jamal, camisa 23, rompeu as linhas da defesa da equipe paranaense e marcou o primeiro touchdown da história do Futebol Americano gaucho. Ainda que a participação da equipe no torneio não tenha feito jus à história de sucessos e vitórias do Pumpkins, esse abriu caminho para o crescimento do esporte, levando outras equipes à se equipar.

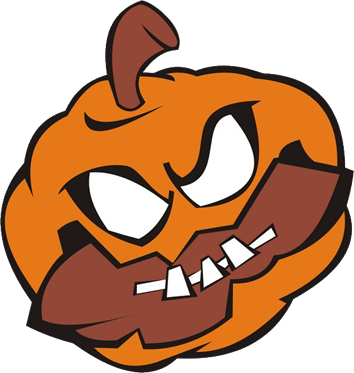
Logo Antigo

## Competições
Até a temporada 2010 a equipe disputou o Campeonato Gaúcho de Futebol Americano, na modalidade "nopads", entretanto, com a migração para a modalidade que utiliza equipamentos, o Pumpkins abandonou a competição que seguiu na forma antiga.
No mesmo ano a equipe filiou-se à Liga Brasileira de Futebol Americano , torneio que continua sendo a competição principal da temporada da equipe.

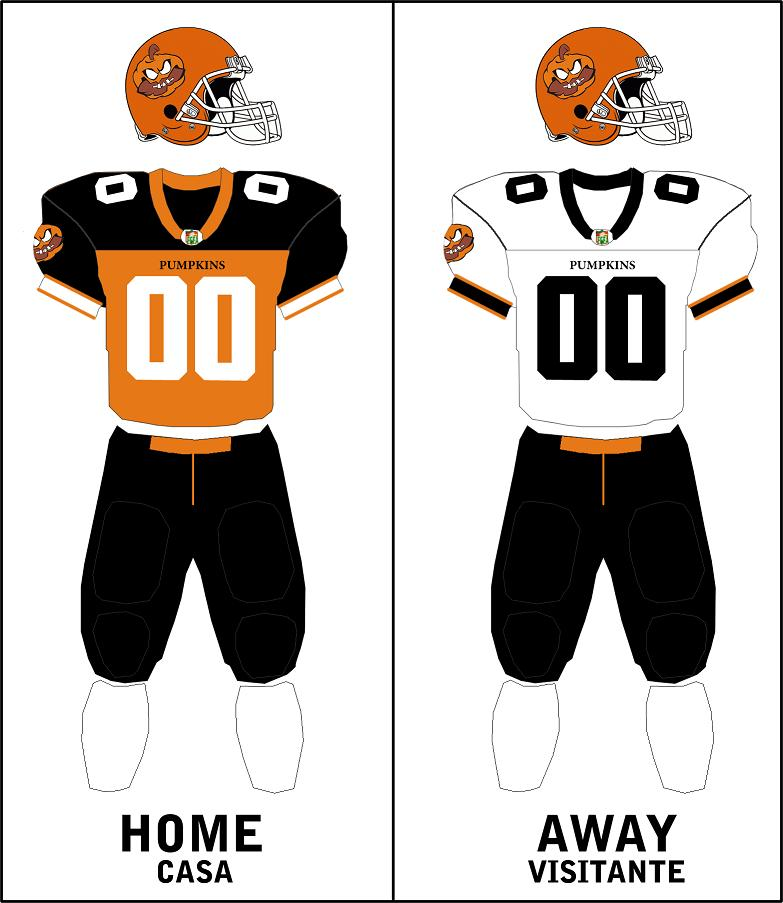
Uniforme do Porto Alegre Pumpkins

### Campanhas de Destaque

#### Títulos
- Campeonato Gaúcho: 2008, 2010[6], 2012, 2014[7]
- Divisão Capital: 2010
- Portobowl: 2009

#### Outras Campanhas
- CSFA - Leste: Vice Campeão 2012

## Ligações Externas
- Website Porto Alegre Pumpkins
- Porto Alegre Pumpkins no Facebook